# L'amour de la vie - Artur Rubinstein
L'amour de la vie - Artur Rubinstein è un documentario del 1969 diretto da Gérard Patris e François Reichenbach vincitore del premio Oscar al miglior documentario.

## Riconoscimenti
- 1969 - Premio Oscar
  - Miglior documentario